# Dollard Water Polo Club
El Dollard Water Polo Club es un club de waterpolo canadiense con sede en la ciudad de Dollard-des-Ormeaux.

## Palmarés
- 2 veces campeón de la liga de Canadá de waterpolo masculino (2009-2010)
- 3 veces campeón de la liga de Canadá de waterpolo femenino (2004, 2007, 2010)